# Jin-Roh
Jin-Roh (人狼 Jinrō?, literalmente: Lobo humano), también conocida como Jin-Roh: The Wolf Brigade en la versión en inglés, es una película anime del año 1999 dirigida por Hiroyuki Okiura. Es la tercera de la trilogía de películas pertenecientes a Kerberos Saga de Mamoru Oshii. Esta película animada se estrenó después de las otras dos películas en imagen real, tituladas The Red Spectacles (1987) y StrayDog: Kerberos Panzer Cops (1991).
Mamoru Oshii, el creador de Kerberos Saga, había deseado producir Jin-Roh años antes como una película en imagen real. Sin embargo, decidió crearla como producción animada y convocó a Hiroyuki Okiura para dirigirla y eligió el estudio Production I.G para producirla.

## Argumento
La historia se sitúa en un Japón alterno, a unos 10 años de la culminación de una guerra que terminó por demarcar la pobreza, lo que propició que el nivel de crimen se elevara considerablemente. A su vez, hizo que el pueblo se volviera en contra del gobierno. Dentro del pueblo existe una guerrilla que se hace llamar La Secta, quienes frecuentemente luchan contra la policía de Japón. Para esto, el gobierno cuenta con un selecto grupo equipado con armamento especial con el único fin de desmembrar a La Secta y mantener el orden, denominados Kerberos Panzer Cops; pero la presencia de la unidad Panzer causará más violencia en las calles por parte de La Secta y otros grupos radicales que se unirán a esta con el fin de hacerles frente a los Panzer.
La película sigue a Kazuki Fuse, un miembro de la élite Kerberos Panzer Cops, una unidad metropolitana antiterrorista. Fuse se enfrenta a su propia humanidad cuando no puede seguir la orden de dispararle a una joven terrorista. La joven asustada en ese momento detona una bomba frente a él, matándose a sí misma. Los daños de dicho incidente afectan la reputación de la unidad y Kazuki es castigado, siendo enviado nuevamente al campo de entrenamiento para una revaluación. Al visitar las cenizas de la chica muerta, Kazuki conoce a Kei Amemiya, quien se presenta como la hermana mayor de la víctima. Desde ese momento, entablan una peculiar relación que se verá entrelazada entre conspiraciones policiales y políticas que planearán la eliminación del Kerberos Panzer Cops, y el rumor de la existencia de un pequeño grupo de contraespionaje dentro de la unidad Panzer llamado "La Brigada del Lobo" (Jin-Roh). Este grupo actúa sigilosamente, tanto que se duda de su verdadera existencia.

## Reparto
- Yoshikatsu Fujiki como Kazuki Fuse.
- Sumi Mutoh como Kei Amemiya.
- Hiroyuki Kinoshita como Atsushi Henmi.
- Eri Sendai como Nanami Agawa.
- Kenji Nakagawa como Isao Aniya.
- Kousei Hirota como Bunmei Muroto.
- Ryuichi Horibe como Shiroh Tatsumi.
- Yukihiro Yoshida como Hajime Handa.
- Yoshisada Sakaguchi como Hachiroh Tohbe.

## Producción
Mamoru Oshii quiso crear Jin-Roh varios años antes y estaba a punto de proponer el proyecto a Bandai Visual en una reunión. Sin embargo, le ofrecieron un trabajo que no pudo rechazar, por lo que el proyecto quedó en un segundo plano. La película a la que terminó haciendo lugar fue Ghost in the Shell. Sin embargo, la condición establecida por Bandai Visual para producir la película, fue que Mamoru Oshii no la dirigiera.
Jin-Roh fue planeada originalmente para ser la tercera y última película en imagen real de la trilogía, pero su producción no fue posible hasta 1994, mientras que Oshii ya estaba trabajando en Ghost in the Shell. Como el cineasta no podía enfocarse en producir dos películas al mismo tiempo, decidió que el tercer episodio sería una producción anime, con el cual debutaría un joven colaborador de confianza, Hiroyuki Okiura, quien trabajó junto a él en películas anime como Ghost in the Shell y Patlabor 2.
Aunque algunos creen que la película hace uso de rotoscopia para los movimientos de muchos personajes, el director Hiroyuki Okiura afirmó que él no emplea dicha técnica. Esto es compatible con la animación realista humana destacada en sus otros trabajos.

## Música
La banda sonora de la película fue compuesta por Hajime Mizoguchi y compilada en un disco bajo el nombre Jin-Roh - Original Motion Picture Soundtrack.
Tema del ending: "Grace Omega" por Gabriela Robin (Yōko Kanno) y Hajime Mizoguchi.
- Conductor: Mario Klemens
- Bajo: Hitoshi Watanabe
- Piano: Yōko Kanno
- Guitarras: Tsuneo Imahori y Masayoshi Furukawa
- Persecución: Yoichi Okabe
- Sintetizadores: Keishi Urata
- Instrumentos de cuerdas: Masatsugu Shinozaki Group
- Violonchelo: Hajime Mizoguchi

## Emisión internacional
Antes de su estreno oficial en Japón, la película tuvo su paso por el festival de cine Fant-Asia de Canadá el 24 de julio de 1999, por el Stockholm International Film Festival de Suecia en noviembre de 1999 y su estreno en Francia el 17 de noviembre de 1999; finalmente su estreno en las salas de cine de Japón fue el 3 de junio de 2000.
Bandai Entertainment la licenció para su lanzamiento en idioma inglés en América del Norte y Europa. También fue relicenciada para su lanzamiento en Blu-ray y DVD en América del Norte por Discotek Media y actualmente por Viz Media. En España fue distribuida en DVD por Jonu Media.
En televisión el canal Locomotion adquirió los derechos de PPV para América Latina, España y Portugal; se estrenó por las pantallas del canal el 18 de abril de 2004, en idioma original y subtítulos. También se exhibió por AXN en Asia, pero con las escenas de violencia recortadas.

## Recepción
La revista Hyper elogió a la película por su "dirección de arte y diseño de personajes que son bellos ejemplos de la animación dibujada a mano, y la música se ajusta a la acción (o falta de ella) de manera brillante". Sin embargo, fue criticado el "ritmo lento" de la película.
Helen McCarthy en "500 Essential Anime Movies" llamó a esta producción anime como "una visita obligada" y elogió sus composiciones musicales y el diseño, al comentar: "algunas escenas están impresionantemente compuestas".

### Premios
| Festival                                     | Año  | Resultado | Premio                                                       | Categoría                  |
| -------------------------------------------- | ---- | --------- | ------------------------------------------------------------ | -------------------------- |
| Fant-Asia Film Festival                      | 1999 | 2.º       | Mejor película de Asia                                       | Mejor película de Asia     |
| Fantasporto                                  | 1999 | Ganador   | Premio Sección de Fantasía                                   | Mejor película - Animación |
| Fantasporto                                  | 1999 | Ganador   | Premio Especial del Jurado Internacional de Cine de Fantasía | Premio Especial del Jurado |
| Fantasporto                                  | 1999 | Nominada  | Premio Internacional de Cine Fantástico                      | Mejor película             |
| Yubari International Fantastic Film Festival | 2000 | Ganador   | Minami Toshiko Award                                         | Competencia Internacional  |
| Mainichi Film Concours                       | 2000 | Ganador   | Mainichi Film Concours                                       | Mejor película animada     |
| Japanese Professional Movie Awards           | 2001 | Ganador   | Premio Especial                                              | Premio Especial            |